# Doogie Howser, M. D.

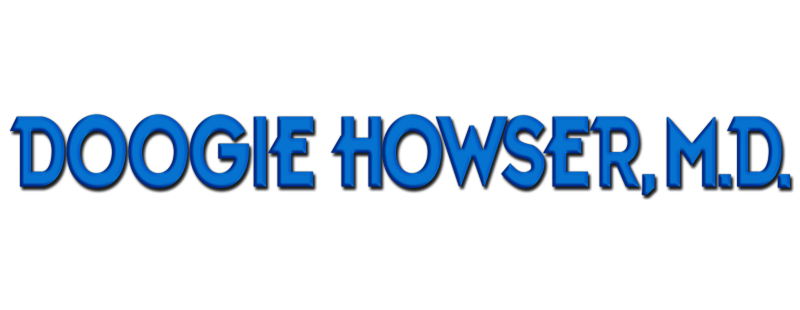
Logo original de la serie.

Doogie Howser, M.D. (Doogie Howser en Hispanoamérica, El Doctorcito en Venezuela, Pequeño Doctor en Uruguay, Un médico precoz en España) es una serie de televisión estadounidense, creada por Steven Bochco y David E. Kelley y protagonizada por Neil Patrick Harris. Trata de la vida de Douglas «Doogie» Howser, un adolescente prodigio que ejerce su residencia como médico en un hospital, y además tiene que enfrentarse a los problemas propios de su edad con su amigo, «Vinnie» (Max Casella). El programa fue filmado en Los Ángeles y sus 97 episodios se emitieron durante cuatro años (del 19 de septiembre de 1989 al 24 de marzo de 1993) en la cadena ABC. La música de la serie es aporte de Mike Post. El concepto del programa fue inspirado por la historia real del doctor Howard A. Zucker, que se convirtió en médico a la edad de veintidós años, en George Washington University School of Medicine. Sin embargo, en la serie se supone que ya es médico desde los catorce años.
Entre los clichés del programa destacaban que Doogie al final de cada episodio escribía sus reflexiones sobre lo acontecido en su diario en un computador, y que su mejor amigo, Vinnie, interpretado por Casella, trepaba por la ventana de Doogie para encontrarse con él.
El programa fue exitoso en su época debido al carisma del joven que era presentado como un adolescente normal, escapando del estereotipo de nerd. La decisión de los escritores de hacer crecer a Doogie, marcó el final de la serie.

## Reinicio
En abril de 2020, se anunció que se está desarrollando un reinicio titulado Doogie Kameāloha, M.D., para Disney+ con Kourtney Kang escribiendo y coproductor ejecutivo con Melvin Mar, Jake Kasdan y la esposa de Bochco, Dayna Bochco y su hijo, Jesse Bochco. La nueva serie se centrará en Lahela “Doogie” Kameāloha, una doctora mestiza de 16 años que vive en Hawái.
La primera temporada contó con 10 episodios estrenados semanalmente entre el 8 de septiembre  y el 10 de noviembre de 2021.
En febrero de 2022, la serie se renovó para una segunda temporada, también de 10 episodios.
La segunda temporada estrenó todos sus episodios el 31 de marzo de 2023.
En agosto de 2023 se anunció la cancelación de la serie tras 2 temporadas.

## Emisión en otros países
México: Azteca 7
 El Salvador: Canal 6
 Guatemala: Canal 3
 Honduras: Canal 5 El Líder
 Nicaragua: Canal 10
 Costa Rica: Repretel
 Panamá: RPC Televisión
 Argentina: Canal 13
 Chile: TVN (como "Doogie Howser, Médico") y Chilevisión (como "El Doctorcito")
 Perú: Frecuencia Latina (1992-2000)
 Ecuador: Teleamazonas
 Colombia: RCN Television (1993-2001) y Caracol Television (2003-2007)
 Venezuela: RCTV
 Brasil: Rede Globo
 Bolivia: Red Uno
 Paraguay: Telefuturo (1993-1999) y Latele (2009-presente)
 Uruguay: Monte Carlo TV
 España: La 1, La 2, Antena 3